# 卢氏支祠
29°52′1.15″N 121°32′46.9″E / 29.8669861°N 121.546361°E
卢氏支祠，位于中国浙江省宁波市海曙区江厦街道天封社区塔影巷15号，清代建筑，建筑坐北朝南，祠座采用浙江地区特有的梁架结构，祠内前廊两侧的山墙各有一石碑，分别为《卢君静夫家传》及《皇清例授儒林郎、候选州同知静夫卢府君祠堂碑记》，甬上卢氏于明嘉靖年间由定海（今舟山市）迁居于此:362，至清末已败落，2001年8月公布为海曙区文物保护单位，2011年启动修缮工程，2013年完工。